# غريت إيفانز
غريت إيفانز (بالإنجليزية: Great Evans)‏ هو لاعب كرة قدم بريطاني في مركز الهجوم، ولد في 25 أكتوبر 2000 في لندن في المملكة المتحدة. لعب مع إيه أف سي ويمبلدون.

## وصلات خارجية
- غريت إيفانز على موقع قاعدة بيانات كرة القدم.إي يو (الإنجليزية)
- غريت إيفانز على موقع Soccerway.com (الإنجليزية)